# Der von Kürenberg
Der von Kürenberg, znan tud pod imenom Kurenberški (nem. Der Kürenberger), naj bi živel v drugi polovici dvanajstega stoletja. Bil je eden pomembnejših zastopnikov zgodnje donavske ljubezenske viteške pesnitve (nem. donauländisches Minnesang).

Po vsej verjetnosti je bil vitez in je prihajal iz okolica Linza v Avstriji. Značilna zanj je rima, poimenovana po njemu (nem. Kurenbergerstrophe), ker pa le ta metrično sovpada z nibelunško rimo, domnevamo, da tako kot avtor pesmi o Nibelungih, prihaja iz porečja Donave. Južno od Donave, oziroma zahodno od Linza leži Kürenberški gozd, katerega etimološki izvor na žalost ni raziskan.

## Delo
Njegove pesnitve naj bi nastale med letoma 1150 in 1180, kar ga uvršča med najstarejše imensko poznane avtorje viteških ljubezenskih pesnitev (nem. Minnesänger).
V delu Maneški rokopisi pesmi (nem. Manessische Liederhandschrift) je ohranjenih 15 njegovih kitic. Najbolj znana je njegova pesnitev Pesem o sokolu (nem. Falkenlied), ki je sestavljena iz dveh kitic.

## Pesem o sokolu

### Izvirno besedilo
| Ich zôch mir einen valken mêre danne ein jâr. dô ich in gezamete, als ich in wolte hân, und ich im sîn gevidere mit golde wol bewant, er huop sich ûf vil hôhe und floug in anderiu lant. | Ich zog mir einen Falken heran, länger als ein Jahr. Als ich ihn gezähmt hatte, so wie ich ihn haben wollte, und ich ihm sein Gefieder mit Gold schön geschmückt hatte, hob er sich empor und flog in ein anderes Land. |

mêre danne 'mehr als'. - als 'so, wie'. -  bewant (zu bewinden) 'umwinden'. - vil 'sehr'.
| Sît sach ich den valken schône fliegen: er fuorte an sînem fuoze sîdîne riemen, und was im sîn gevidere alrôt guldîn. got sende si zesamene, die geliep wellen gerne sîn! | Seither sah ich den Falken herrlich dahinfliegen: Er trug an seinem Fang seidene Bänder, und sein Gefieder war ganz rotgolden. Gott sende die zusammen, die gerne geliebt sein wollen! |

schône 'schön'. - fuorte 'führte'. - fuoz 'Fuß'; in der Falknersprache 'Fang'. - riemen 'Riemen; Band'. - im 'ihm'. - al-rôt 'ganz rot'. - ge-liep 'einander lieb'. - geliep wellen sîn wörtlich: 'einander lieb sein wollen'.